# 圣庵寺塔
圣庵寺塔，位于山西省运城市临猗县北景乡张村，是中华人民共和国全国重点文物保护单位之一。
2004年6月10日，授予山西省文物保护单位，是一座古建筑，编号4-50。2013年3月升格为第七批全国重点文物保护单位。